# Leandro Remondini
Leandro Remondini   (Verona, 17 de novembre de 1917 - Milà, 9 de gener de 1979) fou un futbolista italià de la dècada de 1940.
Fou 1 cop internacional amb la selecció de futbol d'Itàlia amb la qual participa al Mundial de 1950 i un cop més amb la selecció B.
Pel que fa a clubs, destacà a AC Milan i SS Lazio.
Un cop retirat fou entrenador a Turquia i Itàlia:
- 1954-1955 Foggia
- 1957 Itàlia Militar
- 1957-1958 Beşiktaş JK
- 1958-1959  Turquia
- 1959 Altay S.K.
- 1959-1960 Galatasaray SK
- 1960 Sambenedettese
- 1961-1962 Palermo
- 1962-1963 Trapani
- 1963-1965 Catanzaro
- 1965-1967 Modena
- 1967-1969 Livorno
- 1969-1972 Modena
- 1972 Taranto
- 1974 Perugia
- 1974-1975 Messina